# Брадтке, Николь
Николь Брадтке (англ. Nicole Bradtke; урожд. Провис, англ. Provis, 22 сентября 1969, Мельбурн) — австралийская профессиональная теннисистка и тренер. Двукратная победительница турниров Большого шлема в смешанном парном разряде (с Марком Вудфордом), победительница 12 турниров WTA в одиночном и парном разряде, бронзовый призёр Олимпиады 1992 года в женском парном разряде.

## Биография
Николь Провис родилась в Мельбурне в 1969 году. С 1994 года замужем за бывшим профессиональным баскетболистом Марком Брадтке. У Марка и Николь двое сыновей — Остин и Дженсен. Сестра Николь, Наташа, — жена олимпийского чемпиона по теннису в парном разряде Тодда Вудбриджа.
Игровая карьера Николь Брадтке завершилась в начале 1997 года. После этого она работает как тренер и спортивный комментатор. Среди теннисисток, которых тренировала Брадтке, — бронзовая медалистка Афинской Олимпиады Алисия Молик и Саманта Стосур. Она также тренирует сборную Австралии в Кубке Федерации и владеет вместе с мужем спортивным клубом в Мельбурне.

## Игровая карьера

### 1985—1988
Николь Провис начала играть в теннис с семи лет. Свои первые матчи в профессиональных турнирах Николь провела в 1985 году, на протяжении сезона несколько раз побывав в полуфиналах турниров ITF. Завершила сезон она выходом во второй круг Открытого чемпионата Австралии после победы над соперницей из первой сотни; во втором круге, однако, её разгромила Мартина Навратилова — на тот момент первая ракетка мира. В 1986 году Николь стала финалисткой Открытого чемпионата Франции среди девушек, а в конце сезона завоевала в Сиднее свой первый титул в турнире ITF и там же впервые вышла в финал парного турнира.
В 1987 году Провис стала победительницей Открытого чемпионата Австралии в парном разряде среди девушек, а летом неожиданно вышла в паре с Дарреном Кэхиллом в финал Уимблдонского турнира в смешанном разряде. По пути в финал несеяные австралийцы победили сначала десятую, а потом 13-ю пару турнира, но в итоге уступили титул такой же несеяной паре из Великобритании. Первый титул в турнире Женской теннисной ассоциации (WTA) Провис пришлось ждать ещё почти год: это произошло лишь в мае 1988 года в Страсбурге, где она стала чемпионкой в паре с Манон Боллеграф. Вскоре после этого на Открытом чемпионате Франции она преподнесла настоящую сенсацию, выйдя в полуфинал и в одиночном, и в женском парном разряде. Занимая 53-ю строчку в рейтинге, она победила двух посеянных соперниц и проиграла в полуфинале 13-й ракетке мира Наталье Зверевой ( причём могла выиграть в третьем сете, но не реализовала матч-бол на подаче Зверевой). В парном разряде они с Элной Рейнах из ЮАР также обыграли две посеянных пары, а в полуфинале уступили второй паре турнира Клаудии Коде-Кильш и Гелене Суковой. В конце года Провис впервые выступила за сборную Австралии в Кубке Федерации, выиграв у соперниц из Израиля и Италии и проиграв Сильвии Ханике из ФРГ.

### 1989—1992
В 1989 году Провис, посеянная под 16-м номером, проиграла в 1/8 финала Открытого чемпионата Австралии свежеиспечённой обладательнице Большого шлема Штеффи Граф, а позже дошла с Рейнах до полуфинала турнира женских пар на Уимблдоне. Не будучи посеянными, они победили по пути четвёртую и пятую пары турнира; в четвертьфинале Провис взяла реванш у Граф, выступавшей в паре с Габриэлой Сабатини, но в полуфинале на её пути второй раз подряд встала Зверева, на сей раз с Ларисой Савченко. После Уимблдона до конца года Провис и Рейнах сыграли ещё только два турнира, но при этом победили в Альбукерке (США) и вышли в полуфинал Открытого чемпионата США, снова победив две посеянных пары, в том числе Звереву и Савченко. В 1990 году Провис успешно подтвердила принадлежность к мировой теннисной элите в парном разряде. Вначале они с Рейнах выиграли турнир I категории WTA в Берлине (после побед над обеими первыми посеянными парами) и турнир в Страсбурге. После этого на Открытом чемпионате Франции Провис дошла с Рейнах до четвёртого за карьеру полуфинала турнира Большого шлема в женских парах, проиграв лишь первой паре турнира (Сукова—Новотна), а с соотечественником Рейнах Дани Виссером — до второго за карьеру финала в миксте; австралийцы были посеяны вторыми и проиграли в финале четвёртой паре — Аранче Санчес и Хорхе Лосано. Добавив к прочим успехам выход в четвертьфинал Открытого чемпионата США, Провис и Рейнах обеспечили себе место в итоговом турнире WTA-тура, но там в первом же круге проиграли будущим победительницам турнира Кэти Джордан и Элизабет Смайли.
1991 год, в отличие от предыдущих, не был отмечен для Провис значительными успехами на турнирах Большого шлема: лучшим её результатом был выход в четвертьфинал Открытого чемпионата США в миксте с Тоддом Вудбриджем. Однако в турнирах более низкого ранга она выступала удачно, за май и начало июня четыре раза побывав в финалах в парном разряде. Na двух турнирах I категории Открытом чемпионате Италии и Открытом чемпионате Германии они с Рейнах проиграли в финале, а два следующих турнира, в Женеве и Бирмингеме, Провис выиграла в паре с многоопытной Элизабет Смайли. В одиночном разряде её дважды за сезон останавливали первые ракетки мира — сначала Граф на Открытом чемпионате Австралии, а затем Моника Селеш на Открытом чемпионате Италии, — но в конце сезона ей удалось взять верх над восьмой ракеткой мира Кончитой Мартинес в Нашвилле. В ноябре Николь второй год подряд приняла участие в итоговом турнире сезона, на этот раз со Смайли, но, как и за год до этого, выбыла из борьбы уже в первом круге.
На 1992 год пришёлся ряд наиболее значительных достижений в карьере Провис. В начале января в Брисбене она впервые выиграла турнир WTA в одиночном разряде, а в конце месяца в паре с Марком Вудфордом победила на Открытом чемпионате Австралии в миксте. В финале посеянные третьими Вудфорд и Провис победили первую пару турнира Тодда Вудбриджа и Аранчу Санчес. В феврале в паре с Лори Макнил Николь выиграла турнир в Оклахома-Сити, а с Джо Дьюри дошла до полуфинала супертурнира в Индиан-Уэллс, поднявшись к апрелю до 11-го места в рейтинге WTA среди теннисисток, выступающих в парном разряде. В июле в Кубке Федерации Провис фактически в одиночку вывела сборную Австралии в полуфинал, одержав по две победы в матчах с командами Болгарии и Чехо-Словакии и взяв решающее очко в поединке со сборной Австрии. В этом же месяце на Олимпиаде в Барселоне Провис, выступавшая в паре с Рейчел Маккуиллан, победила в четвертьфинале посеянных третьими Яну Новотну и Андрею Стрнадову, обеспечив Австралии медали женского парного турнира, так как матч за третье место не проводился. В полуфинале австралийки проиграли посеянным первыми Санчес и Мартинес и в итоге получили «бронзу». Через месяц на Открытом чемпионате США Провис и Вудфорд завоевали второй за сезон титул на турнире Большого шлема в миксте; на сей раз они были посеяны шестыми и победили в полуфинале и финале, соответственно, седьмую и пятую пары.

### 1993—1997
В первой половине 1993 года Провис добилась ряда успехов в одиночном разряде: на Открытом чемпионате Австралии она дошла до 1/8 финала после победы над Макнил, 12-й ракеткой турнира. В Оклахома-сити она победила двух посеянных соперниц, в том числе снова Макнил, посеянную под первым номером, и вышла в полуфинал. Она дошла до полуфинала также в Токио (выиграв у Пэм Шрайвер), а в Куала-Лумпуре завоевала свой второй титул WTA в одиночном разряде. После выхода в финал одиночного турнира в Люцерне она поднялась на 25-ю строчку в одиночном рейтинге WTA. В июле она со сборной дошла до финала Кубка Федерации, выиграв свои встречи с четырьмя соперницами подряд, включая победу в первом круге над первой ракеткой мира Штеффи Граф, но в финале австралийки не смогли противостоять команде Испании, проиграв с сухим счётом. Вскоре после этого, однако, Николь закончила сезон — последним турниром года стал для неё Открытый чемпионат США, — а в 1994 году выступала редко, приняв участие только в девяти турнирах, в парах дойдя до четвертьфинала на Открытых чемпионатах Франции и США, а в одиночном разряде не показав хорошей игры и потеряв место в первой сотне рейтинга. Этот год оказался, однако, счастливым для Николь в личном плане — она вышла замуж за баскетболиста Марка Брадтке (в будущем игрока НБА).
В 1995 году Николь, выступавшая теперь под фамилией мужа, возобновила активные выступления. Уже в начале февраля в Окленде она выиграла свой третий турнир WTA в одиночном разряде, переиграв по ходу четырёх посеянных соперниц, в том числе 16-ю ракетку мира Жюли Алар. В мае в Берлине она победила Габриэлу Сабатини, на тот момент седьмую в мире, и вернулась в Top-50 мирового рейтинга, а в июне вышла в финал парного турнира в Бирмингеме, а затем в четвёртый круг одиночного турнира на Уимблдоне. В 1996 году она в третий раз за карьеру выиграла парный турнир в Страсбурге. На Олимпиаде в Атланте Брадтке, однако, не удалось повторить успех четырёхлетней давности, и она проиграла в первом же круге как в одиночном разряде, так и в паре с Ренне Стаббс. В начале 1997 года, получив травму плеча, означавшую операцию и шестимесячный перерыв в выступлениях, она предпочла завершить игровую карьеру в неполные 28 лет.
В начале XXI века Николь Брадтке выступает в соревнованиях ветеранов; в частности, в своей возрастной категории она дошла до финала Открытого чемпионата Австралии в смешанном парном разряде в 2004 году.

## Стиль игры
В отличие от многих австралийских теннисистов, Николь Брадтке успешно выступала на грунтовых кортах. Она объясняет этот факт тем, что в Мельбурне в детстве играла на искусственном покрытии, напоминающем грунтовое, и научилась правильно перемещаться.

## Участие в финалах турниров Большого шлема за карьеру (4)

### Смешанный парный разряд (4)

#### Победы (2)
| Год  | Турнир                       | Покрытие | Партнёр      | Соперники в финале                  | Счёт в финале    |
| ---- | ---------------------------- | -------- | ------------ | ----------------------------------- | ---------------- |
| 1992 | Открытый чемпионат Австралии | Хард     | Марк Вудфорд | Аранча Санчес-Викарио Тодд Вудбридж | 6-3, 4-6, [11-9] |
| 1992 | Открытый чемпионат США       | Хард     | Марк Вудфорд | Гелена Сукова Том Нейссен           | 4-6, 6-3, 6-3    |

#### Поражения (2)
| Год  | Турнир                     | Покрытие | Партнёр       | Соперники в финале                 | Счёт в финале |
| ---- | -------------------------- | -------- | ------------- | ---------------------------------- | ------------- |
| 1987 | Уимблдонский турнир        | Трава    | Даррен Кэхилл | Джо Дьюри Джереми Бейтс            | 7-610, 6-3    |
| 1990 | Открытый чемпионат Франции | Грунт    | Дани Виссер   | Аранча Санчес-Викарио Хорхе Лосано | 7-65, 7-68    |

## Участие в финалах турниров WTA (17)
| Легенда             |
| ------------------- |
| Большой шлем (0)    |
| Чемпионат WTA (0)   |
| I категория (0+3)   |
| II категория (0)    |
| III категория (1+2) |
| IV категория (3+6)  |
| V категория (0+2)   |

### Одиночный разряд (4)

#### Победы (3)
| №  | Дата        | Турнир                 | Покрытие | Соперница в финале         | Счёт в финале |
| -- | ----------- | ---------------------- | -------- | -------------------------- | ------------- |
| 1. | 30 дек 1991 | Брисбен, Австралия     | Хард     | Рейчел Маккуиллан          | 6-3, 6-2      |
| 2. | 19 апр 1993 | Куала-Лумпур, Малайзия | Хард     | Энн Гроссман               | 6-3, 6-2      |
| 3. | 30 янв 1995 | Окленд, Новая Зеландия | Хард     | Джинджер Хельгесон-Нильсен | 3-6, 6-2, 6-1 |

#### Поражение (1)
| №  | Дата        | Турнир            | Покрытие | Соперница в финале | Счёт в финале |
| -- | ----------- | ----------------- | -------- | ------------------ | ------------- |
| 1. | 17 мая 1993 | Люцерн, Швейцария | Грунт    | Линдсей Дэвенпорт  | 1-6, 6-4, 2-6 |

### Парный разряд (13)

#### Победы (9)
| №  | Дата        | Турнир                       | Покрытие | Партнёр         | Соперницы в финале                           | Счёт в финале  |
| -- | ----------- | ---------------------------- | -------- | --------------- | -------------------------------------------- | -------------- |
| 1. | 16 мая 1988 | Страсбург, Франция           | Грунт    | Манон Боллеграф | Дженни Бирн Дженин Томпсон                   | 6-3, 6-2       |
| 2. | 14 авг 1989 | Альбукерке, Нью-Мексико, США | Хард     | Элна Рейнах     | Раффаэлла Реджи Аранча Санчес-Викарио        | 4-6, 6-4, 6-2  |
| 3. | 14 мая 1990 | Берлин, Германия             | Грунт    | Элна Рейнах     | Гана Мандликова Яна Новотна                  | 6-2, 6-1       |
| 4. | 21 мая 1990 | Страсбург (2)                | Грунт    | Элна Рейнах     | Кэти Джордан Элизабет Смайли                 | 6-1, 6-4       |
| 5. | 20 мая 1991 | Женева, Швейцария            | Грунт    | Элизабет Смайли | Кати Каверзасио Мануэла Малеева-Франьер      | 6-1, 6-2       |
| 6. | 10 июн 1991 | Бирмингем, Великобритания    | Трава    | Элизабет Смайли | Сэнди Коллинз Элна Рейнах                    | 6-1, 6-2       |
| 7. | 17 фев 1992 | Оклахома-Сити, США           | Хард (i) | Лори Макнил     | Катрина Адамс Манон Боллеграф                | 3-6, 6-4, 7-66 |
| 8. | 11 янв 1993 | Мельбурн, Австралия          | Хард     | Натали Тозья    | Камми Макгрегор Шон Стаффорд                 | 1-6, 6-3, 6-3  |
| 9. | 20 мая 1996 | Страсбург (3)                | Грунт    | Яюк Басуки      | Тами Уитлингер-Джонс Мериэнн Уэрдел-Уитмейер | 5-7, 6-4, 6-4  |

#### Поражения (4)
| №  | Дата        | Турнир                         | Покрытие | Партнёр         | Соперницы в финале              | Счёт в финале |
| -- | ----------- | ------------------------------ | -------- | --------------- | ------------------------------- | ------------- |
| 1. | 6 мая 1991  | Открытый чемпионат Италии, Рим | Грунт    | Элна Рейнах     | Дженнифер Каприати Моника Селеш | 5-7, 2-6      |
| 2. | 13 мая 1991 | Берлин, Германия               | Грунт    | Элна Рейнах     | Наталья Зверева Лариса Савченко | 3-6, 3-6      |
| 3. | 30 дек 1991 | Брисбен, Австралия             | Хард     | Манон Боллеграф | Яна Новотна Лариса Савченко     | 4-6, 3-6      |
| 4. | 12 июн 1995 | Бирмингем, Великобритания      | Трава    | Кристин Радфорд | Манон Боллеграф Ренне Стаббс    | 6-3, 4-6, 4-6 |

## Участие в финалах Кубка Федерации (0+1)
Поражение (1)
| Год  | Место                        | Команда                                                    | Соперник в финале                      | Счёт в финале |
| ---- | ---------------------------- | ---------------------------------------------------------- | -------------------------------------- | ------------- |
| 1993 | Франкфурт-на-Майне, Германия | Австралия Н. Провис, М. Джаггард-Лэй, Э. Смайли, Р. Стаббс | Испания К. Мартинес, А. Санчес-Викарио | 0-3           |